# Nihalet kat
Nihalet kat er betegnelsen for et strafferedskab, en svøbe, bestående af et kort træhåndtag med oftest ni kortere tovender hvor enderne er formet som knuder. Før brug kunne katten lægges i havvand, sådan at saltet blev opsuget af tovenderne, hvilket forstærker brugen af katten.
Når en (mand) skulle straffes med et bestemt antal slag af katten skete det på den bare ryg, der hurtigt fik synlige mærker af slagene.

## Ekstern Henvisning
Ordbog over det Danske Sprog